# Pilar Defilló Amiguet
Pilar Úrsula Defilló y Amiguet (Mayagüez, Puerto Rico, 11 de noviembre de 1853 – El Vendrell, España, 11 de marzo de 1931) fue una pianista y aficionada a la ejecución musical, hija de inmigrantes catalanes, nacida en Mayagüez, Puerto Rico, conocida por ser la madre del violinista Enric y del violoncelista Pau Casals Defilló.

## Biografía
Los padres de Pilar, ambos catalanes, fueron José Defilló Tusquellas (c.1815 - Mayagüez, 1871) y Raimunda Amiguet Ferrer. José Defilló era dueño del taller "El Cronómetro" y miembro de la secreta Sociedad Abolicionista que dirigía Ramón Emeterio Betances, amigo de la familia. Pilar apenas tenía 18 años cuando su padre murió. Ante tal suceso, su madre decidió retornar a El Vendrell, Tarragona, en 1871, y Pilar la siguió. En su nuevo hogar se destacó como estudiante de música de Carlos Casals y Ribes, con quien terminó casandose.
El 8 de mayo de 2015 fue inaugurada el Museo Casa Pilar Defilló espacio cultural Pablo Casals, un museo dedicado a rendirle homenaje a la dimensión humanista y musical de Pablo Casals, en la calle Méndez Vigo 21 de Mayagüez, construida a mediados del siglo XIX y restaurada y rehabilitada para convertirse en un espacio cultural relacionado con la madre de Pablo Casals Defilló y su vínculo con Puerto Rico y Mayagüez.